# لين ديتون
لين ديتون Len Deighton (ولد في 18 فبراير 1929 في ماريلبون في لندن) هو روائي ومؤرخ عسكري بريطاني، اشتهر بروايات الجاسوسية. حقق شهرته كروائي من خلال روايته «ملف إيبكريس» وهي رواية جاسوسية حولت لفيلم سينمائي من بطولة مايكل كين.
ولد في لندن وكان والده سائقا وميكانيكيا، وكانت والدته طباخة. وقد زرع حب روايات الجاسوسية ما شاهده وهو صبي في الحادية عشرة من عمره، وهو اعتقال آنا فولكوف. وهي مهاجرة من أصل روسي عملت جاسوسة لصالح النازيين.

## وصلات خارجية
- لين ديتون على موقع IMDb (الإنجليزية)
- لين ديتون على موقع الموسوعة البريطانية (الإنجليزية)
- لين ديتون على موقع ألو سيني (الفرنسية)
- لين ديتون على موقع أول موفي (الإنجليزية)
- لين ديتون على موقع قاعدة بيانات الأفلام السويدية (السويدية)
- لين ديتون على موقع إن إن دي بي (الإنجليزية)
- لين ديتون على موقع قاعدة بيانات الفيلم (الإنجليزية)
- لين ديتون على موقع كينوبويسك (الروسية)

- لين ديتون  على قاعدة بيانات الخيال التأملي على الإنترنت